# 今堀和友
今堀 和友（いまほり かずとも、1920年6月1日 - 2016年5月8日）は、日本の生化学者。東京大学名誉教授。

## 経歴
出生から修学期
1920年、大阪府大阪市で生まれた。 東京帝国大学理学部で学び、1944年に卒業。同大学大学院に進み、1953年に学位論文『表面変性蛋白質の構造』を東京大学に提出して理学博士号を取得。
生化学研究者として
1961年、東京大学教養学部教授に就いた。1968年からは東京大学農学部教授。1975年、東京大学医学部教授に配置換え。
1981年からは東京都老人総合研究所所長、1986年からは三菱化成生命科学研究所所長を務めた。1995年に所長を退任し、三菱化学生命科学研究所名誉所長となった。1997年からは同顧問。2016年に死去。

## 受賞・栄典
- 1968年：毎日出版文化賞
- 1975年：東レ科学技術賞
- 1984年：紫綬褒章受勲
- 1990年：勲三等旭日中綬章を受章。

## 研究内容・業績
専門は生化学。
指導学生
2016年度ノーベル生理学・医学賞を受賞した大隅良典がいる。

## 家族・親族
- 父：今堀友市は教育者(広島市立舟入高等学校)・心理学者。
- 兄：今堀誠二は中国近現代史専攻の東洋史学者。
- 兄：今堀宏三は生物学者。

## 編著
- 『生化学辞典 第4版』山川民夫共著、東京化学同人 2007[2]